# 采特尔
采特尔（德語：Zetel，發音：[ˈtseːtl̩]）是德国下萨克森州弗里斯兰县的市镇，面积81.41平方千米，2023年12月31日人口为12,318人。